# ネルボン酸
ネルボン酸（ネルボンさん、英: Nervonic acid、数値表現 24:1(n-9)）はテトラコセン酸とも呼ばれ、一価不飽和のω-9脂肪酸の一つ。ネルボン酸は神経細胞ミエリンの生合成において確認された。ヒトの脳の白質のスフィンゴ脂質を構成する脂肪酸に比較的多く見られる。
ネルボン酸は、スフィンゴ脂質中のネルボン酸濃度が不足する副腎白質ジストロフィーや多発性硬化症のような脱髄疾患の治療に使われる。

## 多く含む食品
鯖、さんま、ブリ、にしん、などに多く含まれている。